# Ed Bishop
Ed Bishop, nome d'arte di George Victor Bishop (New York, 11 giugno 1932 – Londra, 8 giugno 2005), è stato un attore statunitense.

## Biografia

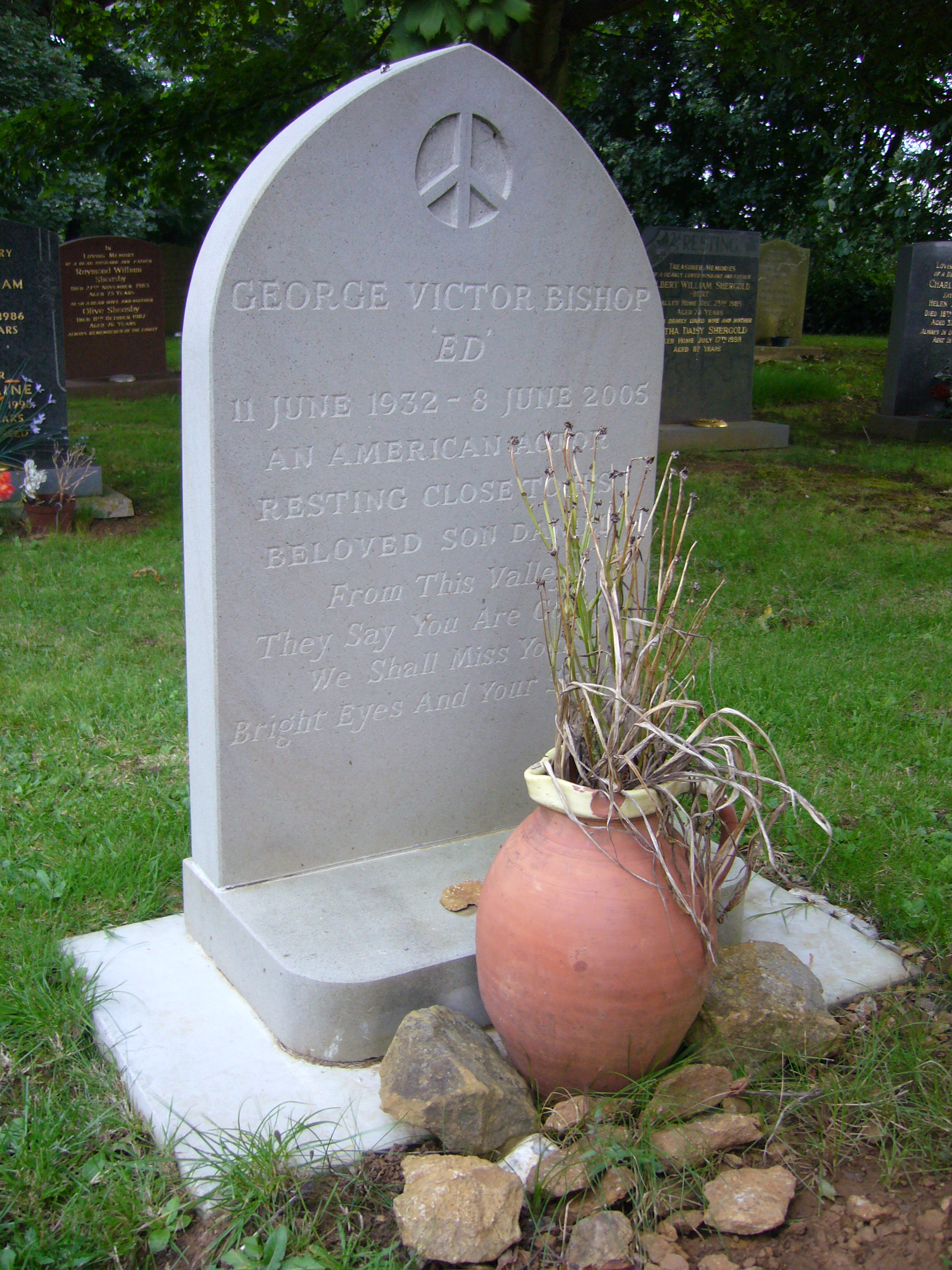
Tomba di Ed Bishop a Saint Lawrence in Napton

Diplomatosi in recitazione a Boston, nella seconda metà degli anni '50 si trasferì in Inghilterra, in seguito all'ottenimento di una borsa di studio presso l'Accademia di Arte drammatica di Londra, dove si stabilirà per il resto della sua vita, impegnandosi prima in teatro e quindi nel cinema e in televisione. In Inghilterra adottò il nuovo nome Edward.
Nel 1969 interpretò il ruolo di David Pulson, portavoce internazionale del governo americano, nel film Doppia immagine nello spazio di Gerry Anderson. Raggiunse la grande popolarità partecipando alla serie televisiva UFO nel ruolo del protagonista, il comandante Ed Straker. Ideata in Gran Bretagna nel 1969 da Gerry e Sylvia Anderson, divenne ben presto un cult. Da un progetto di sequel poi abortito, nacque la ancor più celebre serie Spazio 1999.
La carriera di Bishop comprende una lunga esperienza tra teatro, televisione e soprattutto radio. Partecipò anche a numerosi film, tra cui due di Stanley Kubrick: Lolita (1962) fu la sua prima prova d'attore per il cinema, peraltro non accreditata nei titoli, mentre in 2001: Odissea nello spazio (1968) ebbe il ruolo del comandante del traghetto lunare, ma la maggior parte delle sue scene furono tagliate in fase di montaggio.
Apparve due volte nella saga di 007: in Agente 007 - Si vive solo due volte (1967), nel ruolo di un operatore radar, e in Agente 007 - Una cascata di diamanti (1971), nel ruolo di un ispettore di un centro ricerche spaziali. La sua ultima interpretazione per il cinema fu nel film italiano 500! (2001), nel ruolo del crudele Reverendo Jones. Apparve nel videogame per PlayStation "Sampras Extreme Tennis". La sua carriera fu onorata con il British Academy Television Awards nel 2006.
All'inizio del 1997 ebbe un discreto successo in Italia una sua apparizione nella trasmissione di Rai 2 Anima mia.
Sposato una prima volta nel 1955 con l'americana Jane Thwaites, divorziò alcuni anni dopo per risposarsi nel 1962 con Hillary Preen, conosciuta durante il suo soggiorno londinese. Dalla Preen ebbe quattro figli, Daniel, morto in giovane età investito da un'automobile, Georgina, Jessica e Serina. Preen e Bishop divorziarono nel 1996. Nel 2001 Bishop si legò in terze nozze a Jane Skinner, unione durata fino alla sua morte.
Pacifista convinto, si oppose con forza all'invasione dell'Iraq nel 2003.
Morì l'8 giugno 2005, a causa di un'infezione interna, conseguenza di terapie sostenute per combattere una patologia ematica, a pochi giorni di distanza dal decesso di Michael Billington, co-protagonista della serie UFO nella parte di Paul Foster e suo grande amico.

## Filmografia parziale

### Cinema
- Stato d'allarme (The Bedford Incident), regia di James B. Harris (1965)
- Agente 007 - Si vive solo due volte (You Only Live Twice), regia di Lewis Gilbert (1967)
- 2001: Odissea nello spazio (2001: A Space Odyssey), regia di Stanley Kubrick (1968)
- Doppia immagine nello spazio (Journey to the Far Side of the Sun - Doppelganger), regia di Robert Parrish (1969)
- Agente 007 - Una cascata di diamanti (Diamonds Are Forever), regia di Guy Hamilton (1971)
- UFO Allarme rosso... attacco alla Terra!, regia di Gerry Anderson (1971)
- UFO distruggete Base Luna, regia di Laxie Turner (1971)
- UFO - Prendeteli vivi!, regia di Bob Bell (1974)
- UFO - Contatto radar, stanno atterrando, regia di Bob Bell (1974)
- UFO - Annientate Shado, uccidete Straker... stop, regia di Alan Perry e David Lane (1974)
- 500!, regia di Giovanni Robbiano, Lorenzo Vignolo e Matteo Zingirian (2001)

### Televisione
- Il Santo (The Saint) – serie TV, 4 episodi (1964-1966)
- UFO – serie TV, 26 episodi (1969-1970)
- Gli invincibili (The Protectors) – serie TV, episodio 1x25 (1973)
- I Professionals (The Professionals) – serie TV, 2 episodi (1978)
- Highlander – serie TV, episodio 6x04 (1997)
- La signora Pollifax (The Unexpected Mrs. Pollifax), regia di Anthony Pullen Shaw – film TV (1999)